# 草郷清四郎
草郷 清四郎（そうごう せいしろう、1846年1月28日〈弘化3年1月2日〉 - 1924年〈大正13年〉8月9日）は、幕末の武士、明治・大正期の実業家である。
和歌山出身で元は紀州藩士。福澤諭吉の慶應義塾で学び、明治維新後は義塾の塾監や大学東校総幹事など教育に関わっていたが1880年（明治13年）より実業界に転身。主として鉄道会社の経営に関わり小田原電気鉄道（小田急箱根の前身）を長く務めた。

## 経歴
草郷清四郎は、弘化3年1月2日（新暦：1846年1月28日）、草郷久次郎の三男として生まれた。出身地は紀伊国和歌山城下の岡領町（現・和歌山県和歌山市）で、父は紀州藩士であった。13歳で父が死去すると遠縁にあたる勢州奉行三木家に寄居し文武を修める。その後和歌山に戻って漢学塾で学び、さらに慶応2年（1866年）には江戸へ出て開成所に入りフランス語を学ぶ。同年5月からは福澤諭吉の私塾（後の慶應義塾）に学んだ。
戊辰戦争中の慶応4年夏（1868年）に帰郷すると紀州藩の騎兵指揮官に任ぜられる。明治2年12月（1870年）から1年間、官兵を率いて大坂城に駐屯した。大坂を出た草郷は江戸へ戻って再び福澤諭吉の門下生となり、慶應義塾の塾監を任される。1873年（明治6年）、福澤らの勧めで義塾内に「代言社」を組織して代言人（弁護士）となる。次いで翌1874年（明治7年）には文部省の委嘱によって大学東校の総幹事に任ぜられ、1879年（明治12年）12月まで務めた。
1880年（明治13年）、福澤や小泉信吉の勧めで横浜正金銀行へ入社し実業界へと転じた。14年にわたり在職したのち、1893年（明治26年）7月、九州の鉄道会社筑豊鉄道に招かれて福岡県の直方へと移る。同社は当時社務に混乱を来していたため、草郷がその整理にあたった。1897年（明治30年）に筑豊鉄道が九州鉄道へと合併されると九州鉄道の経理課長に転じたが1899年（明治32年）4月辞職し東京へと戻った。九州鉄道ではその後1905年（明治38年）4月より取締役を務めたが、1907年（明治40年）7月鉄道国有法の規定により全路線を国有化され同社は消滅した。
東京に戻った草郷は神奈川県の鉄道会社小田原電気鉄道（小田急箱根＝旧・箱根登山鉄道の前身）に関係した。豊川良平（三菱財閥幹部）らの推挙により、1901年（明治34年）8月7日に開かれた臨時株主総会にて中野武営の後任として第4代取締役社長に就任したのである。同社は前年3月に東海道本線国府津駅から小田原市街を経て箱根湯本へと至る馬車鉄道を電気鉄道へ転換したばかりであった。草郷の社長就任後、小田原電気鉄道には井上馨や三井財閥の益田孝ら政財界の有力者から箱根山へ登る登山鉄道計画が持ち込まれた。これをうけて会社では1910年（明治43年）に湯本から強羅までの延伸を決定し、難工事の末に1919年（大正8年）6月より同区間の運転を開始した。登山鉄道の建設中、会社では並行して強羅地区の土地開発に取り組み、その一環として草郷自身の企画によって庭園「強羅公園」を整備している。
小田原電気鉄道社外では、1905年2月明治生命保険（現・明治安田生命保険）の監査役に就任。明治火災保険においても1912年（明治45年）4月より監査役を務めた。加えて1915年（大正4年）12月には愛知県の電力会社名古屋電灯（社長は慶應義塾の後輩福澤桃介）の取締役にも選出された。名古屋電灯入りは同社の金融に監査役在任中の明治生命保険が密接に関係しているためとされる。名古屋電灯が合併で関西電気となった後も取締役に留まったが、1921年（大正10年）12月、福澤桃介の取締役社長辞任にあわせて草郷も取締役を辞職した（翌年同社は東邦電力と改称）。
小田原電気鉄道では1921年より鉄道の終点強羅から伸びる箱根登山ケーブルカーの建設を進め、同年11月にこれを完成させた（営業開始は12月1日）。11月、草郷はケーブルカー開業を機に同社取締役社長を辞任する。晩年は箱根湯本で隠居生活を送った。1924年（大正13年）8月9日、東京の本邸で病のため死去、78歳没。死去するまで明治生命保険・明治火災保険の監査役に在職していた。